# Musée national du Monténégro
Le Musée national du Monténégro (monténégrin : Narodni muzej Crne Gore) est situé à Cetinje, ancienne capitale royale du pays. Il y fut établi en 1896.

## Composition
Le musée comporte 5 départements :
- Histoire du Monténégro
- Ethnographie du Monténégro
- Art du Monténégro
- Musée du roi Nicolas Ier, situé dans le palais royal de Cetinje
- Musée de Petar II Petrović-Njegoš

Le musée possède notamment l'Oktoih Prvoglasnik, un incunable particulièrement précieux datant du XVe siècle. L'icône originale de la Vierge de Philerme, protectrice de l'ordre de Saint-Jean de Jérusalem, y est déposée.